# سيكلوثيازيد
سيكلوثيازيد (بالإنجليزية:  Cyclothiazide)‏ ويعرف بالاسم التجاري سيكلوثيازيد (بالإنجليزية:  Cyclothiazide)‏ هو دواء مدر للبول ويستخدم لعلاج ارتفاع ضغط الدم. 